# سنا نوبوترو
سنا نوبوترو (به ژاپنی: 瀬名 信輝 せな のぶてる)، (تولد ۱۵۴۴– مرگ ۱۵۷۲ میلادی) یک سامورایی ملازم خاندان ایماگاوا در ولایت سوروگا و سپس خاندان تاکدا، ژاپن بود.